# Бирманский барсук
Бирманский барсук (лат. Melogale personata) — хищное млекопитающее семейства куньих, обитающее в Юго-Восточной Азии.

## Описание
Длина тела — 35—40 см, длина хвоста — 15—21 см и масса тела — 1,5—3 кг. Цвет меха варьируется от светло-коричневого до темно-коричневого с белой полосой на спине. На голове присутствуют черные и белые пятна, которые уникальны для каждой особи. Задняя часть хвоста имеет беловатый окрас.

## Систематика
Необходимы дальнейшие исследования по систематике этого рода в связи с морфологическим сходством между всеми видами рода Melogale и тем, что тщательное таксономическое изучения этого рода не проводилось.

## Распространение
Встречается в следующих странах: Китай, Индия, Лаосская Народно-Демократическая Республика, Мьянма, Таиланд, Вьетнам. Ареал, видимо, фрагментирован, хотя локально вид бывает распространенным. Он встречается в лесах, лугах, и даже рисовых полях.

## Поведение
Ведет ночной образ жизни и питается в основном мелкими животными, такими как насекомые, дождевые черви, улитки, лягушки, а иногда и трупы мелких птиц и млекопитающих, яйца и фрукты. Живет в готовых убежищах и норах, а не роет новые.